# Bulle (Friburgo)
Bulle (antiguamente en alemán Boll) es una ciudad y comuna suiza del cantón de Friburgo, capital del distrito de Gruyère. Limita al norte con las comunas de Riaz y Echarlens, al este con Morlon y Broc, al sur con Gruyères y Le Pâquier, y al oeste con Vuadens y un exclave de Echarlens. 
A partir del 1 de enero de 2006, la comuna de La Tour-de-Trême fue incorporada a Bulle.

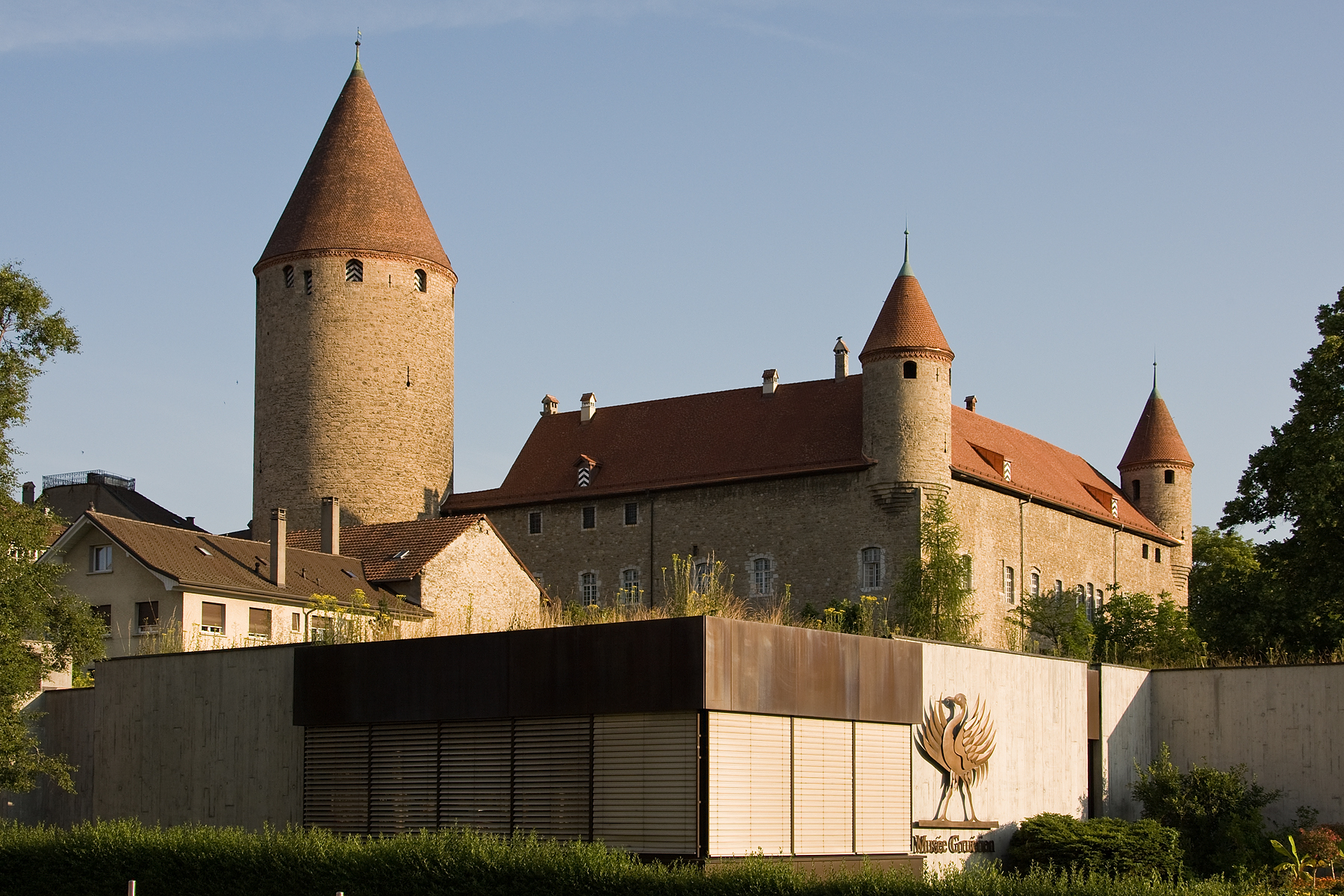
Castillo de Bulle.